# Simfonia núm. 2 (Arnold)
La Simfonia núm. 2, op. 40, va ser composta per Malcolm Arnold el 1953 per encàrrec de la Bournemouth Winter Garden's Society. Va dedicar la partitura a l'⁣Orquestra Simfònica de Bournemouth i al director Charles Groves, que va estrenar l'obra el 25 de maig de 1953.
L'obra consta de quatre moviments⁣:
- I. Allegretto
- II. Vivace
- III. Lento
- IV. Allegro con brio

Els crítics Donald Mitchell i Christopher Stasiak han assenyalat l'ús que Arnold fa en aquesta simfonia del que anomenen com a "clixés mahlerians⁣", o estil i construcció mahleriana. Per contra, Hugo Cole va observar que és "una obra sorprenentment original... prou atrevida per burlar "l'esperit de l'època" de manera tan escandalosa".

## Actuacions notables
- Primera actuació: 25 de maig de 1953 per l'⁣Orquestra Simfònica de Bournemouth dirigida per Charles Groves
- Estrena a Londres: 3 de juny de 1953 per l'⁣Orquestra Filharmònica de Londres dirigida pel compositor
- Primera emissió: 9 de febrer de 1954 per la BBC Scottish Symphony Orchestra dirigida per Alexander Gibson al <a href="https://en.wikipedia.org/wiki/BBC_Third_Programme" rel="mw:ExtLink" title="BBC Third Programme" class="cx-link" data-linkid="32">BBC Third Programme</a>
- Estrena al BBC Proms⁣: 8 d'agost de 1956 per l'⁣Orquestra Simfònica de la BBC dirigida pel compositor

## Enregistraments comercials
- 1955: Malcolm Arnold i la Royal Philharmonic Orchestra a Philips Records NBL5021 (reeditat a EMI 382 1462 (dirigida pel compositor))
- 1976: Charles Groves i l'⁣Orquestra Simfònica de Bournemouth a EMI Classics HMV ASD 3353 (LP) CDM 566324-2 (CD) (Enregistrat per la persona dedicada)
- 1995: Richard Hickox i la London Symphony Orchestra a Chandos Records CHAN 9335
- 1996: Andrew Penny i la RTÉ National Symphony Orchestra a Naxos Records 8.553406 (gravat del 10 a l'11 d'abril de 1995, en presència del compositor)
- 1994: Vernon Handley i la Royal Philharmonic Orchestra